# Eloeophila maroccana
Eloeophila maroccana là một loài ruồi trong họ Limoniidae. Chúng phân bố ở miền Cổ bắc.